# Trường Tin lành và tấm bảng tưởng niệm ở Bratislava
Trường Tin lành và tấm bảng tưởng niệm ở Bratislava (tiếng Slovakia: Evanjelické lýceum a pamätná tabuľa v Bratislava) là một tập hợp gồm ba tòa nhà tọa lạc trong khu Phố cổ, thành phố Bratislava, Slovakia, cụ thể là:
- Tòa nhà của trường Tin lành mới ở số 13 phố Konventná[1] - Tòa nhà này được xây dựng trong hai năm 1854 và 1855 theo phong cách kiến trúc cổ điển. Tác giả của công trình là E. G. Bendl. Hiện tại, tòa nhà được sử dụng làm trụ sở của Viện Khoa học Văn học thuộc Viện Hàn lâm Khoa học Slovakia.
- Tấm bảng tưởng niệm nằm ở góc giữa phố Konventná và phố Lycejná - Tấm bảng đề tên của 67 sinh viên tiêu biểu của trường, trong đó có Ľudovít Štúr và Milan Rastislav Štefánik. Tấm bảng này được kiến trúc sư Dušan Jurkovič thiết kế và được lắp đặt vào năm 1932.[2]
- Tòa nhà của trường Tin lành cũ ở số 15 phố Konventná - Tòa nhà được xây dựng vào năm 1783 theo phong cách kiến trúc cổ điển. Tác giả của công trình là Matej Walch. Hiện tại, tòa nhà này được sử dụng làm trụ sở của Thư viện Lyceal, thuộc quyền quản lý của Thư viện Trung ương thuộc Viện Hàn lâm Khoa học Slovakia từ năm 1954.

Trường Tin lành ở Bratislava đóng một vai trò quan trọng trong sự phát triển giáo dục trong thời kỳ Áo-Hungary cũng như sự phát triển văn hóa Slovakia. Năm 1961, theo Nghị quyết của Chủ tịch Hội đồng Quốc gia Slovakia, ngôi trường này được công nhận là di tích văn hóa quốc gia. Ngày 23 tháng 10 năm 1963, trường được ghi danh vào Danh sách Di tích Trung ương.